# Alexander Ludwig Funk

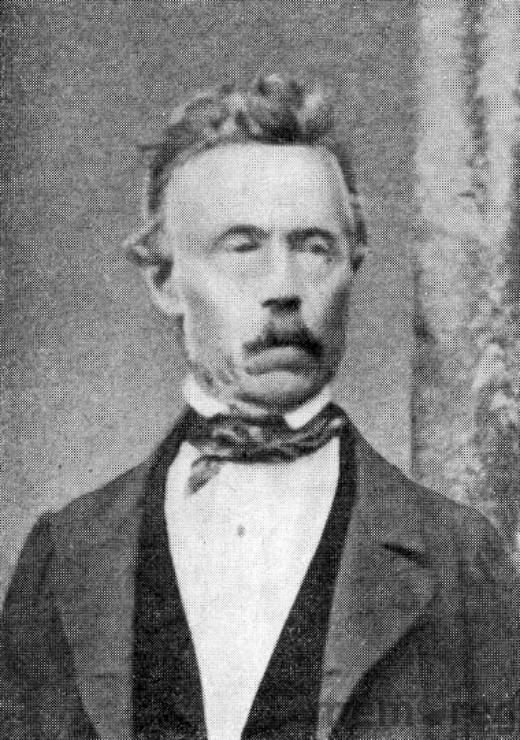
Porträt von Alexander Ludwig Funk

Alexander Funk (* 19. Februar 1806 in Nidau; † 26. November 1871 ebenda) war ein Schweizer Politiker und Richter. Von 1848 bis 1851 gehörte er dem Nationalrat an, von 1846 bis 1850 war er Regierungsrat des Kantons Bern.

## Biografie
Alexander Ludwig Funk, der Sohn eines reformierten Pfarrers, erhielt seine juristische Ausbildung ab 1826 an der Akademie in Bern. Ab 1829 war das Mitglied der Zofingia, in Nidau als Rechtsanwalt und Notar tätig, daneben hatte er verschiedene Ämter im Gerichtswesen und in der Verwaltung inne. Nach der Gründung der Einwohnergemeinde Nidau im Jahr 1832 amtierte Funk fünf Jahre lang als deren erster Gemeindepräsident. 1838 wurde er zum Gerichtspräsidenten des Amtsbezirks Signau ernannt. Von 1841 bis 1844 war er Prokurator in Biel, danach bis 1846 Präsident des Berner Obergerichts.
Funk vertrat radikalliberale Ansichten und wurde 1839 in den Grossen Rat des Kantons Bern gewählt und war von 1844 bis 1846 bernischer Landammann (Grossratspräsident). 1844/45 nahm er an den Freischarenzügen nach Luzern teil. Nachdem die Radikalen 1846 die Ausarbeitung einer neuen Kantonsverfassung erzwungen hatten, präsidierte Funk den Verfassungsrat. Im selben Jahr erfolgte die Wahl in den Regierungsrat, 1848 war er der letzte Präsident der Tagsatzung. In dieser Funktion unterschrieb er am 14. September 1848 zusammen mit dem Kanzler der Eidgenossenschaft Johann Ulrich Schiess die Bundesverfassung der Schweizerischen Eidgenossenschaft.
Im Oktober 1848 kandidierte er bei den ersten Nationalratswahlen. Dabei wurde er gleichzeitig in den Wahlkreisen Emmental und Seeland gewählt, woraufhin er sich für das Mandat im Emmental entschied. Drei Jahre später verzichtete er auf eine Wiederwahl.
Funk hatte im Militär den Rang eines Obersten und war von 1847 bis 1867 Mitglied des Generalstabs. 1850 trat er als Regierungsrat zurück und zog für die nächsten zwei Jahre wieder in den Grossen Rat ein. Von 1852 bis 1862 amtierte er als Bezirksprokurator des Seelandes und Stadtschreiber von Biel, danach bis 1870 als Regierungsstatthalter in Nidau. Funk wandte sich über die Jahre allmählich den Konservativen zu. Für diese sass er 1870/71 erneut im Grossen Rat.
Funk war «Kampfgenosse» von Ulrich Ochsenbein und Johann Rudolf Schneider. Er galt als eine der führenden Persönlichkeiten der Sonderbundszeit.